# Anutin Charnvirakul
Anutin Charnvirakul (thaï : อนุทิน ชาญวีรกูล ; RTGS : Anuthin Chanwirakun) est un homme politique thaïlandais né le 13 septembre 1966 à Bangkok.

## Situation personnelle

### Famille
Né à Bangkok, il est le fils de Chawarat Charnvirakul, ancien ministre de l'Intérieur au sein du gouvernement Wetchachiwa et chef d'entreprise. Son frère, Masthawin, et sa sœur, Anilrat, sont également dans le monde de l'entreprise, en tant qu'administrateurs. 

### Formation
Il est diplômé de l'université d'Hofstra, où il obtient une licence en ingénierie industrielle. Il possède également un doctorat dans le génie civil, la gestion, l'administration publique et l'économie.

### Vie privée
Il se marie une première fois avec Sanongnuch Wathanawarangkun en 1990, avec qui il a eu deux enfants. Par la suite, il divorce avec celle-ci en 2013 puis se remarie à nouveau avec Sasithorn Chanthasomboon jusqu'à de nouveau divorcer en 2019,. 
Il présente sa nouvelle compagne, Supanan Niramis, qui change par la suite son prénom en « Wathananon ».

## Parcours politique

### Années 2000
Sa vie politique commence en 1996 lorsqu'il est conseiller auprès de Prachuap Chaiyasan, alors ministre des Affaires étrangères dans le gouvernement de Chawalit Yongchaiyut. 
Au début des années 2000, il est par la suite nommé vice-ministre de la Santé publique, portefeuille qu'il occupera deux fois (une fois en 2004 puis une seconde fois en 2005) sous les gouvernements de Thaksin Shinawatra. Sous le premier gouvernement Shinawatra, il est vice-ministre du Commerce. Dû à son affiliation au Thai Rak Thai (TRT), il se voit inéligible à la politique pour cinq ans par la Cour constitutionnelle à la suite de la dissolution du parti,.

### Années 2010
En 2012, il adhère à la Fierté thaïe (FT) que son père, Charavat Charnvirakul, en était alors le chef depuis 2009. Il est élu en interne chef du parti le 14 octobre de la même année.
Il est candidat au poste de Premier ministre aux élections législatives thaïlandaises de 2019, et par cela candidat à la députation à la Chambre des représentants. Son parti remporte alors 51 sièges aux élections. À l'issue du scrutin, il rejoint le gouvernement de coalition avec le Palang Pracharat, parti soutenant Prayut Chan-o-cha et ayant alors remporté la majorité des voix.
À l'issue des élections, il est nommé en juillet 2019, sous le second gouvernement Chan-o-cha, vice-premier ministre thaïlandais ainsi que ministre de la Santé publique. En tant que ministre, il est favorable à la promotion du cannabis médical et propose de distribuer donner en juin 2022 des plants de cannabis aux foyers et avec une culture sans licence,. Il est également chargé de la gestion de la pandémie de COVID-19. 
En mars 2020, alors au début de la pandémie, il fait des remarques racistes sur les étrangers, les accusant ainsi de s'y méfier en raison de leur hygiène.

### Années 2020
Il est de nouveau candidat pour sa réélection à la Chambre des représentants, et par la même occasion candidat pour le poste de Premier ministre, lors des élections de 2023. L'opposition ( arrivant largement en tête, la Fierté thaïe se retrouve cependant, avec 71 sièges, en position de faiseur de roi. Il s'oppose ainsi à la candidature de Pita Limjaroenrat au poste de chef du gouvernement, ainsi qu'à soutenir une coalition ayant pour projet politique de modifier l'article 112 du Code pénal thaïlandais,, article punissant le crime de lèse-majesté. Il ne soutient cependant pas non plus l'idée de soutenir un gouvernement minoritaire. Par la suite, lorsque le Pheu Thai (PT) est devenu le principal parti à former un gouvernement (après l'échec d'Aller de l'avant), la FT le rejoignit, gardant ainsi son poste de vice-Premier ministre et récupère le ministère de l'Intérieur. 
En 2025, alors en pleine crise politique et frontalière entre le Cambodge, il annonce que son parti rejoint l'opposition et que ses ministres (y compris lui-même, en tant que vice-Premier ministre et ministre de l'Intérieur) quitteront le gouvernement de Paethongtarn Shinawatra, à la suite d'une fuite d'une conversation téléphonique entre la Première ministre et le président du Sénat cambodgien, Hun Sen, prétextant que cela pourrait affecter la souveraineté, le territoire et les intérêts du pays et de l'armée thaïlandaise,,.